# اسپ اسمیت
اسپتیموس "اسپ" اسمیت (به انگلیسی: Septimus 'Sep' Smith) (زاده	۱۵ مارس ۱۹۱۲ - درگذشته	۲۸ ژوئیه ۲۰۰۶) بازیکن فوتبال اهل انگلستان بود که سابقهٔ ۱ بازی ملی برای تیم ملی فوتبال انگلستان را در کارنامهٔ خود دارد. وی در تاریخ ۱۹ اکتبر ۱۹۳۵ تنها بازی ملی خود را در مقابل تیم ملی فوتبال ایرلند شمالی انجام داد.